# Tipula sepiaformis
Tipula sepiaformis är en tvåvingeart som beskrevs av Vogtenhuber 2002. Tipula sepiaformis ingår i släktet Tipula och familjen storharkrankar. Inga underarter finns listade i Catalogue of Life.